# Chawleigh
Chawleigh – wieś w Anglii, w hrabstwie Devon, w dystrykcie Mid Devon. Leży 29 km na północny zachód od miasta Exeter i 268 km na zachód od Londynu. W 2001 miejscowość liczyła 621 mieszkańców.